# Пригородные вести
Газета «Пригородные вести» — официальный печатный орган Совета депутатов и Администрации муниципального образования «Муниципальный округ Завьяловский район Удмуртской Республики».
На страницах газеты информация о наиболее значимых событиях в общественно-политической, социально-экономической жизни Завьяловского района и города Ижевска. 
Газета распространяется по подписке на территории Завьяловского района и частично в Ижевске. Читательская аудитория — руководители территориальных управлений и отделов, ведомств, предприятий и организаций Завьяловского района, депутатский корпус, работающая часть населения, молодёжь и пенсионеры.

## История
В 1930-х годах на территории Ижевского района (ныне Завьяловский) была организована редакция районной газеты «Сталинец». 1 сентября 1939 года вышел первый номер районной газеты «Ленинец». Редактора не было. Редакция находилась в селе Завьялово на ул. Садовой, а печатали газету в Ижевске.
В годы Великой Отечественной войны районная газета в каждом номере печатала оперативные сводки о событиях на фронте и в тылу.
В 1950 году для нужд районной редакции и типографии построено двухэтажное здание на ул. Чкалова в селе Завьялово. Затем, с целью расширения, редакция и типография переведены на ул. Прудовая.
Больше всех (с 1971 по 1994 годы) на посту редактора районной газеты «Ленинец» проработал заслуженный работник культуры УАССР Георгий Васильевич Огородов.
В 1971 году его назначили руководителем местной редакции, а в 1994 году в январе он подписал свой последний номер. За эти годы Георгию Васильевичу удалось сформировать творческий коллектив. Среди них Анатолий Алексеевич Мурин, Эмма Владимировна Баталова, Алевтина Николаевна Данилова, Алевтина Григорьевна Соловьёва, Николай Николаевич Иванов, Михаил Александрович Абрамов, Мария Дмитриевна Ишматова. Корреспондент, поэт Анатолий Григорьевич Волков и переводчица Капитолина Петровна Калинина были отмечены знаком «Отличник печати».
До 1993 года редакция занимала несколько кабинетов в здании райкома партии, а осенью того же года работники редакции переехали в новое здание.
В 1992 году благодаря Марии Дмитриевне Ишматовой был организован выход оригинальной удмуртской газеты «Зардон». До этого много лет русский вариант «Ленинца» просто переводили на удмуртский язык.
В июле 1994 года газета «Ленинец» была переименована в «Пригородные вести». Редактором в это время был Николай Фёдорович Вершинин.
В 1998 году редактором стал Геннадий Михайлович Ленточкин. В это же время типография и редакция объединились в одно учреждение — Издательский дом «Пригородные вести». С 2002 по 2007 годы Издательским домом «Пригородные вести» руководил Приск Бимбашович Мгои.
Сегодня автономное учреждение "Издательский дом «Пригородные вести» — многопрофильное предприятие. Под его крышей функционируют редакция, типография и магазин «Бланки».
Руководит издательским домом заслуженный журналист УР Ирина Михайловна Маракулина.
Газета неоднократно признавалась одной из лучших по качеству оформления среди городских и районных изданий Удмуртии, трижды получила высокую награду — «Золотой фонд прессы». В 2017 году фотография коллектива была занесена на районную Доску Почёта.
Выпускающий редактор Мария Бегишева стала финалистом Всероссийского проекта "Школа литературной журналистики «Молодой Дельвиг». Корреспондент Екатерина Дёмышева — лауреат Всероссийского конкурса журналистских работ ОНФ «Правда и справедливость». Выпускающий редактор приложения на удмуртском языке «Ӟардон» Анна Трубачёва — финалист конкурса Приволжского федерального округа «СМИротворец — Волга — 2019».